# Speleomantes
Speleomantes es un género de anfibios caudados de la familia Plethodontidae que se encuentra en Cerdeña, noroeste de Italia peninsular y sudeste de Francia metropolitana.

## Especies
Se reconocen las 8 especies siguientes según ASW:
- Speleomantes ambrosii (Lanza, 1955)
- Speleomantes flavus (Stefani, 1969)
- Speleomantes genei (Temminck & Schlegel, 1838)
- Speleomantes imperialis (Stefani, 1969)
- Speleomantes italicus (Dunn, 1923)
- Speleomantes sarrabusensis Lanza, Leo, Forti, Cimmaruta, Caputo & Nascetti, 2001
- Speleomantes strinatii (Aellen, 1958)
- Speleomantes supramontis (Lanza, Nascetti & Bullini, 1986)